# Ödön Tersztyánszky
Ödön Tersztyánszky (6. března 1890 Csákvár – 21. června 1929 Budapešť) byl maďarský sportovní šermíř. Byl členem budapešťského klubu Magyar AC. Pro svůj elegantní a sofistikovaný styl měl přezdívky „Precíz Ödön“ a „Észvívó“ (Chytrý šermíř).
Na pařížské olympiádě v roce 1924 získal jako člen maďarského týmu stříbrnou medaili v šermu šavlí a bronzovou v šermu fleretem. V roce 1927 obsadil druhé místo na neoficiálním mistrovství světa v šermu ve Vichy. Na Letních olympijských hrách 1928 v Amsterdamu zvítězil v soutěži šavlistů družstev i jednotlivců. Třináctkrát se stal mistrem Maďarska.
Byl armádním důstojníkem, za první světové války utrpěl zranění pravé ruky a naučil se šermovat levou. Vynikal také ve střelbě a jezdectví, měl výtvarný talent a překládal poezii. Zemřel v devětatřiceti letech na následky havárie na motocyklu. Je pochován na hřbitově Farkasréti a na místě osudné nehody v Solymáru byl odhalen pomník. Jeho syn Ödön (1929–2022) byl právníkem a členem maďarského ústavního soudu.